# Jean-Baptiste Blampoix
Jean-Baptiste Blampoix (né à Mâcon le 16 octobre 1740, mort à Mâcon le 18 juin 1820) est un ecclésiastique qui fut évêque constitutionnel de l'Aube de 1798 à 1801.

## Biographie
Jean-Baptiste Blampoix est né à Mâcon. Après ses études il devient professeur de philosophie au collège de la cité. En 1772 il devient curé de Longpré-le-Sec dans le diocèse de Langres puis de Vendeuvre-sur-Barse près de Troyes mais dépendant du même diocèse. En 1789 il est l'un des membres de la commission chargée d'établir le cahier de doléance de Bar-sur-Aube. L'année suivante il est membre de l'administration du district, il prête le serment à la Constitution civile du clergé et reste curé constitutionnel de sa paroisse. En 1793 il cesse d'exercer de facto son ministère jusqu'en 1795. 
Après la mort d'Augustin Sibille, dans l'impossibilité de rassembler un collège de prêtres suffisant pour procéder à une nouvelle élection, le métropolitain Jean-Baptiste Royer le nomme évêque constitutionnel du département de l'Aube et le sacre à Paris le 4 novembre 1798. Il prend possession de son diocèse le 4 janvier 1799 mais ne peut s'installer à Troyes et demeure dans son église paroissiale de Vendeuvre-sur-Barse. Il tente néanmoins de mettre en place une réforme administrative du diocèse qui est considérée comme attentatoire aux droits de l'État et il n'échappe à l'arrestation qu'à la suite d'une nouvelle élection à l'assemblée départementale. Il se heurte également au clergé réfractaire très présent qui organise des campagnes calomnieuses contre lui. Il assiste au Concile de 1801 où il tente de jouer un rôle de modérateur en appelant à la réconciliation. 
Après le Concordat de 1801 il se démet et Henri Reymond l'évêque concordataire de Dijon le nomme curé d'Arnay-le-Duc, fonction dont il ne prend pas possession. Il se retire alors dans sa famille à Mâcon où il rencontre en 1804 le pape Pie VII lors de son passage dans la ville. Il meurt à Mâcon le 18 juin 1820 après avoir fait une « rétractation expresse de ses erreurs » entre les mains d'un prêtre délégué par l'évêque d'Autun.